# آلفرد ارل هانسن
آلفرد ارل «آل» هانسن (۵ اکتبر ۱۹۲۷ – ۲۲ ژوئن ۱۹۹۵) یک هنرمند آمریکایی است. او عضو فلوکسوس یا یک جنبش است که در جمع هنرمندان که در اطراف جورج ماکیوناس سرچشمه گرفته بود.

## مجموعه قابل توجه
- بله، او، او،  c است. سال ۱۹۶۲ Hirshhorn موزه و باغ مجسمههای واشنگتن[۱]
- Coco بود پکو Loco در مورد کاکائو و مردان،  ۱۹۶۸، MoMAهای نیویورک[۲]
- جان کیج کلمه اپرا ۱۹۷۲–۱۰۷۶های Walker Art Center, Minneapolis, MN[۳]
- Amazone ۳/۹ سال 1994 Kölnisches Stadtmuseum کلن آلمان[۴]
- Yayoi Kusama سال ۱۹۶۳ موزه Moderner Kunst Stiftung لودویگ وین وین، اتریش[۵]